# Julien Stéphan
Julien Stéphan (nacido el 18 de septiembre de 1980 en Rennes, Francia) es un exfutbolista y entrenador francés. Actualmente dirige al Queens Park Rangers de la EFL Championship.

## Carrera como entrenador

#### Stade Rennais
Trabajó con los equipos de jóvenes del Stade Rennais desde 2012, siendo promocionado al frente del filial tres años después. Posteriormente, fue nombrado entrenador del primer equipo el 3 de diciembre del 2018, en reemplazo de Sabri Lamouchi. Se hizo cargo del elenco rojinegro cuando era el 14.º clasificado en la Ligue 1 y lo llevó al 10.º puesto al final del torneo. Además, el 27 de abril de 2019, ganó la Copa de Francia contra el París Saint-Germain, 4 meses después de hacerse cargo del conjunto bretón. El 30 de abril de 2020, la Ligue de Football Professionnel dio por terminada la Ligue 1 a falta de 10 jornadas por jugar por la pandemia del coronavirus, de modo que el Stade Rennais acabó en la 3.ª posición que ocupaba en el momento en el que se suspendió el campeonato, clasificándose para la ronda previa de la próxima edición de la Liga de Campeones. Sin embargo, fue eliminado en la fase de grupos de la máxima competición europea al sumar un solo punto en 6 partidos. El 1 de marzo de 2021, tras haber ganado un partido de los últimos 9, Stéphan presentó la dimisión, dejando al conjunto francés en la 9.ª posición tras 27 jornadas de la Ligue 1.

#### RC Estrasburgo
El 28 de mayo de 2021, firmó un contrato como técnico del RC Estrasburgo para los 3 próximos años. Bajo su dirección, el equipo alsaciano, que había evitado el descenso en la última jornada de la edición anterior de la Ligue 1, alcanzó la cifra de 41 puntos que deberían bastarle para asegurar la permanencia tras sólo 24 partidos de la Ligue 1 2021-22. Finalmente, tras llegar a la última jornada en 5.ª posición, el Estrasburgo terminó el campeonato nacional como 6.º clasificado, quedándose a las puertas de clasificarse para una competición europea. Sin embargo, el 9 de enero de 2023, tras conseguir una sola victoria en 17 jornadas en la Ligue 1 y la eliminación de la Copa de Francia, fue cesado en sus funciones.

#### Stade Rennais (2.ª etapa)
El 19 de noviembre de 2023, se anunció su regreso al Stade Rennais, en reemplazo de Bruno Génésio. Logró buenos resultados en un inicio, encadenando 6 victorias consecutivas, por lo que su contrato fue ampliado hasta 2026; pero un pobre sprint final de temporada (con 6 derrotas en las 11 últimas jornadas de la Ligue 1) dejó al equipo bretón sin opciones de clasificarse para ninguna competición europea. El 7 de noviembre de 2024, fue despedido de su cargo después de un mal comienzo en la temporada (5 derrotas en 10 partidos de la Ligue 1).

#### Queens Park Rangers
El 25 de junio de 2025, fue confirmado como nuevo técnico del Queens Park Rangers.

## Clubes y estadísticas

### Como jugador
| Club                         | País    | Año       |
| ---------------------------- | ------- | --------- |
| Paris Saint-Germain (Filial) | Francia | 1998-2001 |
| Toulouse                     | Francia | 2001-2002 |
| RC France                    | Francia | 2002-2003 |
| Stade Briochin               | Francia | 2003-2005 |
| Dreux                        | Francia | 2005-2008 |

### Como entrenador
| Equipo                         | Div.                | Temporada           | Liga  | Liga | Liga | Liga | Liga |       | Copa | Copa | Copa | Copa  |   | Internacional | Internacional | Internacional | Internacional | Internacional |   | Otros | Otros | Otros | Otros |    | Totales     | Totales | Totales | Totales | Totales | Totales | Totales | Totales |
| Equipo                         | Div.                | Temporada           | Part. | G    | E    | P    | Pos. | Part. | G    | E    | P    | Part. | G | E             | P             | Pos.          | Part.         | G             | E | P     | Part. | G     | E     | P  | Rendimiento | GF      | GC      | Dif.    |         |         |         |         |
| ------------------------------ | ------------------- | ------------------- | ----- | ---- | ---- | ---- | ---- | ----- | ---- | ---- | ---- | ----- | - | ------------- | ------------- | ------------- | ------------- | ------------- | - | ----- | ----- | ----- | ----- | -- | ----------- | ------- | ------- | ------- | ------- | ------- | ------- | ------- |
| Stade Rennais Francia          | 1.ª                 | 2018-19             | 23    | 9    | 8    | 6    | 10.º | 8     | 5    | 3    | 0    | 5     | 3 | 1             | 1             | 1/8           | -             | -             | - | -     | 36    | 17    | 12    | 7  | 58.33%      | 63      | 44      | +19     |         |         |         |         |
| Stade Rennais Francia          | 1.ª                 | 2019-20             | 28    | 15   | 5    | 8    | 3.º  | 6     | 3    | 1    | 2    | 6     | 1 | 1             | 4             | FG            | 1             | 0             | 0 | 1     | 41    | 19    | 7     | 15 | 52.03%      | 57      | 43      | +14     |         |         |         |         |
| Stade Rennais Francia          | 1.ª                 | 2020-21             | 26    | 10   | 8    | 8    | Inc. | 1     | 0    | 0    | 1    | 6     | 0 | 1             | 5             | FG            | -             | -             | - | -     | 33    | 10    | 9     | 14 | 39.39%      | 37      | 43      | -6      |         |         |         |         |
| Racing Estrasburgo Francia     | 1.ª                 | 2021-22             | 38    | 17   | 12   | 9    | 6.º  | 2     | 1    | 0    | 1    | -     | - | -             | -             | -             | -             | -             | - | -     | 40    | 18    | 12    | 10 | 55%         | 61      | 44      | +17     |         |         |         |         |
| Racing Estrasburgo Francia     | 1.ª                 | 2022-23             | 17    | 1    | 8    | 8    | Inc. | 1     | 0    | 1    | 0    | -     | - | -             | -             | -             | -             | -             | - | -     | 18    | 1     | 9     | 8  | 22.23%      | 20      | 31      | -11     |         |         |         |         |
| Racing Estrasburgo Francia     | Total               | Total               | 55    | 18   | 20   | 17   | -    | 3     | 1    | 1    | 1    | -     | - | -             | -             | -             | -             | -             | - | -     | 58    | 19    | 21    | 18 | 44.83%      | 81      | 75      | +6      |         |         |         |         |
| Stade Rennais Francia          | 1.ª                 | 2023-24             | 22    | 10   | 4    | 8    | 10.º | 5     | 3    | 1    | 1    | 4     | 2 | 0             | 2             | 1/16          | -             | -             | - | -     | 31    | 15    | 5     | 11 | 53.77%      | 57      | 42      | +15     |         |         |         |         |
| Stade Rennais Francia          | 1.ª                 | 2024-25             | 10    | 3    | 2    | 5    | Inc. | -     | -    | -    | -    | -     | - | -             | -             | -             | -             | -             | - | -     | 10    | 3     | 2     | 5  | 36.67%      | 13      | 16      | -3      |         |         |         |         |
| Stade Rennais Francia          | Total               | Total               | 109   | 47   | 27   | 35   | -    | 20    | 11   | 5    | 4    | 21    | 6 | 3             | 12            | -             | 1             | 0             | 0 | 1     | 151   | 64    | 35    | 52 | 50.11%      | 227     | 188     | +39     |         |         |         |         |
| Queens Park Rangers Inglaterra | 2.ª                 | 2025-26             | 2     | 0    | 1    | 1    | -    | 1     | 0    | 0    | 1    | -     | - | -             | -             | -             | -             | -             | - | -     | 3     | 0     | 1     | 2  | 11.11%      | 4       | 6       | -2      |         |         |         |         |
| Queens Park Rangers Inglaterra | Total               | Total               | 2     | 0    | 1    | 1    | -    | 1     | 0    | 0    | 1    | -     | - | -             | -             | -             | -             | -             | - | -     | 3     | 0     | 1     | 2  | 11.11%      | 4       | 6       | -2      |         |         |         |         |
| Total en su carrera            | Total en su carrera | Total en su carrera | 166   | 65   | 48   | 53   | -    | 24    | 12   | 6    | 6    | 21    | 6 | 3             | 12            | -             | 1             | 0             | 0 | 1     | 212   | 83    | 57    | 72 | 48.11%      | 312     | 269     | +43     |         |         |         |         |
| 1. 2. 3.                       |                     |                     |       |      |      |      |      |       |      |      |      |       |   |               |               |               |               |               |   |       |       |       |       |    |             |         |         |         |         |         |         |         |

#### Resumen por competiciones
| Competición                  | Partidos | Ganados | Empatados | Perdidos | %      | Resultado        |
| ---------------------------- | -------- | ------- | --------- | -------- | ------ | ---------------- |
| Ligue 1                      | 164      | 65      | 47        | 52       | 49.18% | 3.er lugar       |
| Copa de Francia              | 20       | 11      | 5         | 4        | 63.33% | Campeón          |
| Copa de la Liga de Francia   | 3        | 1       | 1         | 1        | 44.44% | Cuartos de final |
| Supercopa de Francia         | 1        | 0       | 0         | 1        | 0%     | Subcampeón       |
| EFL Championship             | 2        | 0       | 1         | 1        | 16.67% | En disputa       |
| FA Cup                       | 0        | 0       | 0         | 0        | 0%     | En disputa       |
| EFL Cup                      | 1        | 0       | 0         | 1        | 0%     | Primera ronda    |
| Liga de Campeones de la UEFA | 6        | 0       | 1         | 5        | 5.56%  | Fase de grupos   |
| Liga Europa de la UEFA       | 15       | 6       | 2         | 7        | 44.44% | Octavos de final |
| TOTAL                        | 212      | 83      | 57        | 72       | 48.11% | 1 Título         |

## Palmarés

### Como entrenador
| Título          | Club          | País    | Año     |
| --------------- | ------------- | ------- | ------- |
| Copa de Francia | Stade Rennais | Francia | 2018-19 |